# Yang Chongrui
Yang Chongrui (nota anche come Marion Yang; 6 settembre 1891 – 20 luglio 1983) è stata un medico cinese.
Dopo aver completato gli studi all'Università medica di Pechino del 1917, prestò servizio nelle aree rurali, dove fu pioniera nell'introdurre i principi della medicina moderna. Fu fondatrice della prima scuola di ostetricia in Cina, nonché capo dell'Ufficio della Salute dei bambini e delle madri. I suoi ideali si ispiravano ad un forte senso di sacrificio al servizio del bene del popolo.

## Biografia
Figlia di un insegnante di storia e di lingua cinese, ebbe un fratello chirurgo. Studiò per due anni nel dipartimento di chimica e fisica nell'università dove insegnava suo padre. In seguito ai suoi studi all'Università medica di Pechino, lavorò nel reparto di ginecologia e di pediatria in un ospedale della provincia dello Shandong fino al 1921, quando ritornò a Pechino in veste di docente universitario. Nello stesso periodo fu incaricata di condurre un'indagine sulle cause dell'alto tasso di mortalità dei neonati e delle donne post parto, e nel 1925 vinse una borsa di studio per completare il suo dottorato di ricerca all'Università Johns Hopkins. Seguì dunque un'indagine sulla salute pubblica viaggiando in America e in Europa, per poi ritornare all'Università medica di Pechino. Attenta alle condizioni delle madri e dei neonati, nel 1929 divenne presidente della prima Scuola nazionale di ostetricia, affidando all'eugenista Pan Guangdan l'insegnamento dell'eugenetica, della sociologia e della psicologia. Nel 1930 si unì a James Yen e a Liang Shuming nel programma di istruzione di massa e di ricostruzione, e prese parte ai movimenti di propaganda a favore della contraccezione.
Sotto la sua direzione, a Pechino fu fondato l'Istituto di salute pediatrica, un centro che avrebbe fornito agli studenti della scuola di ostetricia la possibilità di fare dei tirocini, e nel 1932 nell'allora capitale Nanchino fu fondata una seconda scuola di ostetricia. Nel 1934 Yang prese parte al programma di educazione delle madri all'economia domestica, all'igiene e alla salute degli infanti, e nel 1936 si schierò apertamente a favore di Margaret Sanger, venendo duramente criticata dalla controparte tradizionalista. Durante la seconda guerra mondiale lavorò al Ministero della Salute e dell'Igiene, nonché servì come delegata all'Organizzazione mondiale della sanità, e dopo la rivoluzione comunista cinese del 1949 fu vicedirettrice della Divisione della Salute dei bambini e delle madri alle Nazioni Unite.
Tornata in patria su invito dell'allora ministro della salute Li Dequan, fu nominata vicedirettrice dell'Ufficio della Salute dei bambini e delle madri. Nel 1957 fu rimossa dall'incarico per le sue attività a favore della contraccezione risalenti agli anni '30, venendo in seguito reintegrata nel 1979.